# Legal & General
Legal & General Group Plc, beter bekend als Legal & General, is een Britse multinationale onderneming, waarvan het hoofdkantoor is gevestigd in Londen.
Legal & General is een financiële dienstverlener die zich richt op levensverzekeringen, algemene verzekeringsproducten, pensioenen en investeringen. Momenteel heeft Legal & General dochterondernemingen in het Verenigd Koninkrijk, Egypte, Frankrijk, de Golfstaten, India, Nederland en de Verenigde Staten.
Legal & General Group Plc. is een beursgenoteerd bedrijf op de London Stock Exchange en is tevens opgenomen in de FTSE 100.
De Legal & General Life Assurance Society werd in juni 1836 opgericht door sergeant John Adams en vijf andere advocaten in een koffiebar aan de Chancery Lane in Londen.